# Marquesado de Villa-Urrutia
El Marquesado de Villa-Urrutia es un título nobiliario español creado el 19 de junio de 1916 por el rey Alfonso XIII a favor de Wenceslao Ramírez de Villa Urrutia, Senador del Reino, Embajador en Viena, París, Roma y Londres, Académico de la Real Academia Española de la Historia etc.

## Marqueses de Villa-Urrutia
|                           | Titular                                        | Periodo                   |
| Creación por Alfonso XIII | Creación por Alfonso XIII                      | Creación por Alfonso XIII |
| ------------------------- | ---------------------------------------------- | ------------------------- |
| I                         | Wenceslao Ramírez de Villa Urrutia             | 1916 - 1933               |
| II                        | José María de Lanza y Ramírez de Villa Urrutia | 1952 - 1957               |
| III                       | Wenceslao de Lanza y Ramírez de Villa Urrutia  | 1958 - 2015               |
| IV                        | Fabrizia Lanza di Mazzarino                    | 2015 - Actualidad         |

## Historia de los Marqueses de Villa-Urrutia
- Wenceslao Ramírez de Villa Urrutia y Villa Urrutia (1850-1933), I marqués de Villa-Urrutia.[2]

1. Casó con su prima María Luisa Ramírez de Villa Urrutia.
2. Casó con Ana Camacho y Díaz-Durán. Le sucedió, de su primer matrimonio, en 1952, su nieto:

- José María de Lanza y Ramírez de Villa Urrutia (1925-2013), II marqués de Villa-Urrutia.[3] Le sucedió, por cesión en 1958, su hermano:

- Wenceslao de Lanza y Ramírez de Villa Urrutia (Paris, Francia 1928 - Palermo, Italia 13 de octubre de 2016), III marqués de Villa-Urrutia.[4] Le sucedió, por cesión en 2015 su hija:

- Fabrizia Lanza di Mazzarino y Mastrogiovanni Tasca d'Almerita (1961), IV marquésa de Villa-Urrutia.[5]